# لاکس لندینگ (ویرجینیا)
لاکس لندینگ (به انگلیسی: Lockes Landing) یک منطقهٔ مسکونی در ایالات متحده آمریکا است که در شهرستان کلارک، ویرجینیا واقع شده‌است.